# Agropyron pilosiglume
Agropyron pilosiglume är en gräsart som beskrevs av Nikolai Nikolaievich Tzvelev. Agropyron pilosiglume ingår i släktet kamveten, och familjen gräs. Inga underarter finns listade i Catalogue of Life.